# Foucaucourt-en-Santerre
Pour les articles homonymes, voir Foucaucourt.
Foucaucourt-en-Santerre est une commune française située dans le département de la Somme, en région Hauts-de-France.

## Géographie

### Localisation
Situé sur l'ex-route nationale 29 (actuelle RD 1029), une ancienne voie romaine, le village est, par la route, à 12 km de Péronne, 34 km de Montdidier et 36 km d'Amiens.

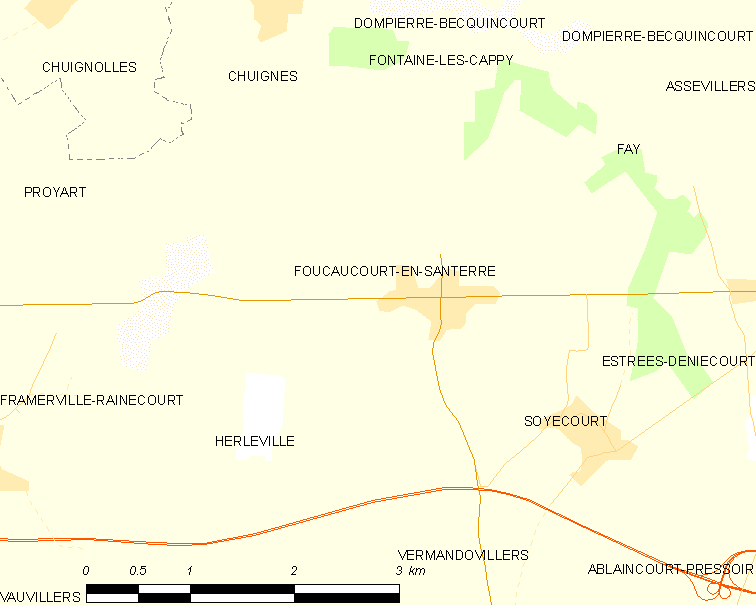
Communes voisines. Cliquer sur la carte pour agrandir.

### Hydrographie
La commune est située dans le bassin Artois-Picardie. Elle n'est drainée par aucun cours d'eau.

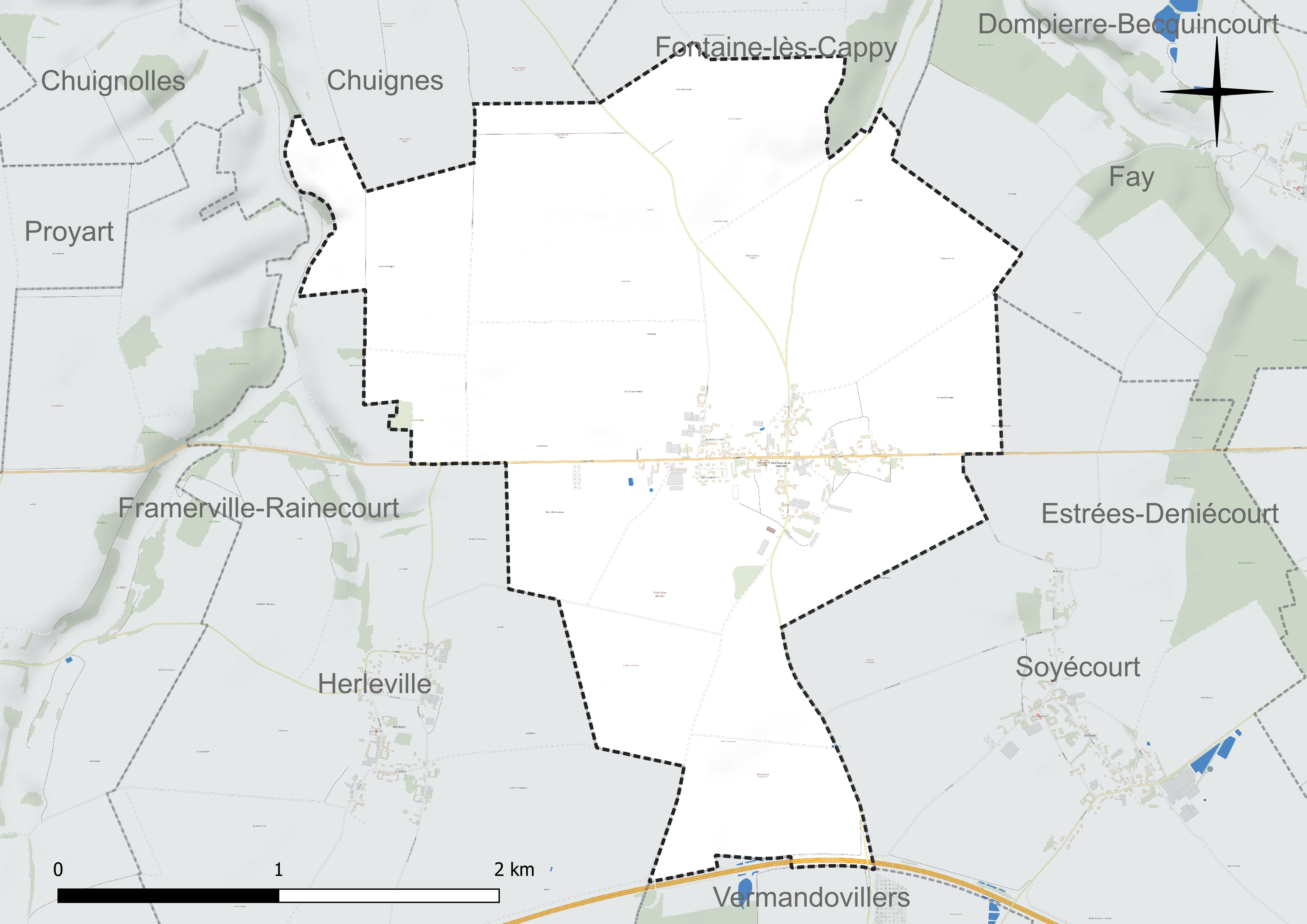
Réseau hydrographique de Foucaucourt-en-Santerre.

### Climat
Pour des articles plus généraux, voir Climat des Hauts-de-France et Climat de la Somme.
En 2010, le climat de la commune est de type climat océanique dégradé des plaines du Centre et du Nord, selon une étude du CNRS s'appuyant sur une série de données couvrant la période 1971-2000. En 2020, Météo-France publie une typologie des climats de la France métropolitaine dans laquelle la commune est exposée à un climat océanique et est dans la région climatique Nord-est du bassin Parisien, caractérisée par un ensoleillement médiocre, une pluviométrie moyenne régulièrement répartie au cours de l'année et un hiver froid (3 °C).
Pour la période 1971-2000, la température annuelle moyenne est de 10,1 °C, avec une amplitude thermique annuelle de 14,5 °C. Le cumul annuel moyen de précipitations est de 677 mm, avec 11,4 jours de précipitations en janvier et 8,7 jours en juillet. Pour la période 1991-2020, la température moyenne annuelle observée sur la station météorologique la plus proche, située sur la commune de Rouvroy-en-Santerre à 13 km à vol d'oiseau, est de 10,8 °C et le cumul annuel moyen de précipitations est de 635,8 mm,. Pour l'avenir, les paramètres climatiques de la commune estimés pour 2050 selon différents scénarios d'émission de gaz à effet de serre sont consultables sur un site dédié publié par Météo-France en novembre 2022.

## Urbanisme

### Typologie
Au 1er janvier 2024, Foucaucourt-en-Santerre est catégorisée commune rurale à habitat dispersé, selon la nouvelle grille communale de densité à sept niveaux définie par l'Insee en 2022.
Elle est située hors unité urbaine et hors attraction des villes,.

### Occupation des sols
L'occupation des sols de la commune, telle qu'elle ressort de la base de données européenne d'occupation biophysique des sols Corine Land Cover (CLC), est marquée par l'importance des territoires agricoles (94,4 % en 2018), en diminution par rapport à 1990 (99,9 %). La répartition détaillée en 2018 est la suivante : 
terres arables (94,4 %), zones urbanisées (5,4 %), forêts (0,1 %). L'évolution de l'occupation des sols de la commune et de ses infrastructures peut être observée sur les différentes représentations cartographiques du territoire : la carte de Cassini (XVIIIe siècle), la carte d'état-major (1820-1866) et les cartes ou photos aériennes de l'IGN pour la période actuelle (1950 à aujourd'hui).

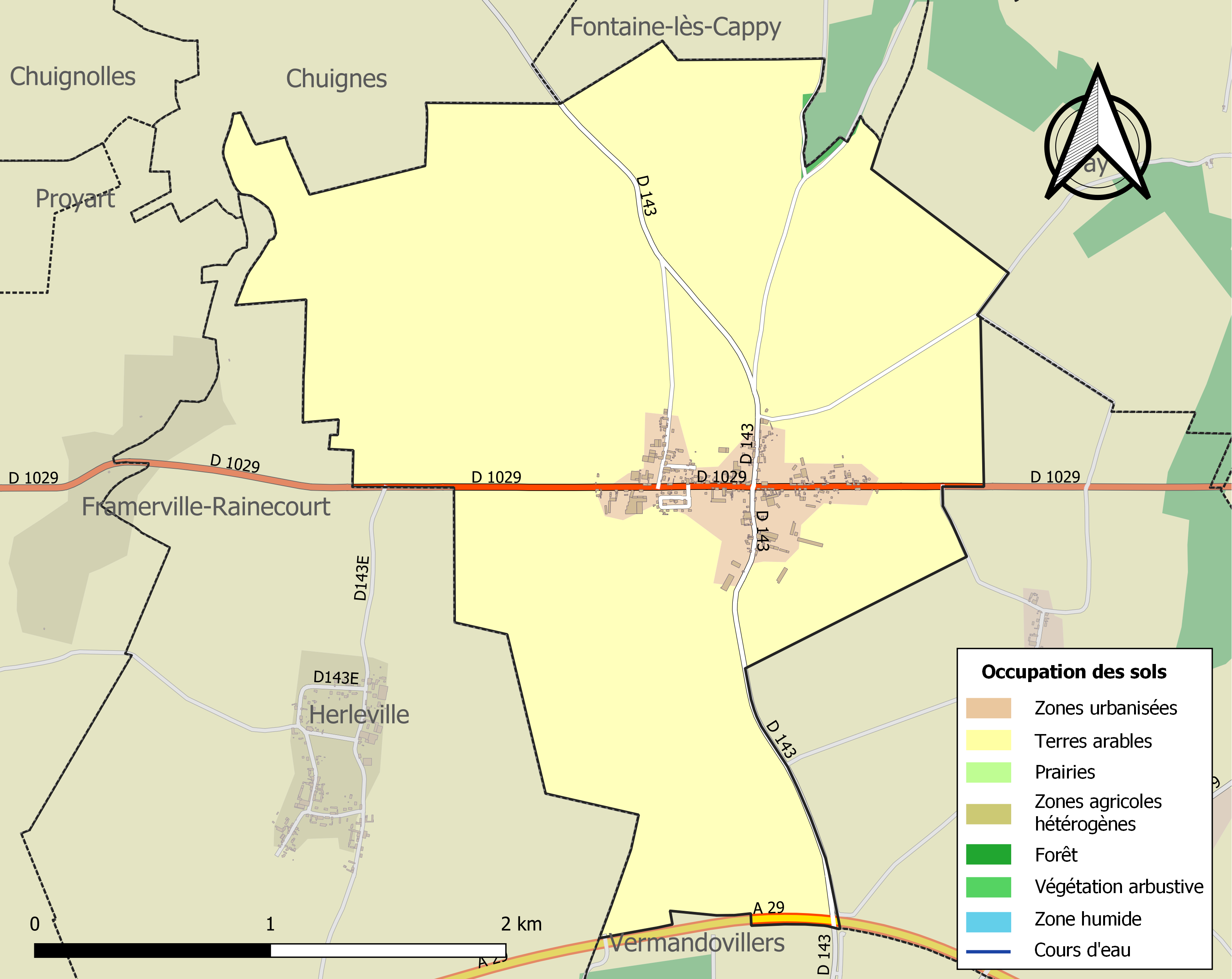
Carte des infrastructures et de l'occupation des sols de la commune en 2018 (CLC).

### Voies de communication et transports
La localité est desservie par les autocars du réseau inter-urbain Trans'80, Hauts-de-France (lignes no 47 et no 59).

## Toponymie
Dès 1184, Fulcoucurt est signalé dans un document émanant de Luce III, pape. L'abbaye de Corbie utilise Fokiercort en 1200 dans un rôle des feudataires. Le prieur de Lihons écrit Focolcort en 1208. En 1263, le terme actuel de Foucaucourt est relevé dans le cartulaire de Lihons.
Le Santerre est une région naturelle située au cœur de la Picardie, et de l'actuelle région Hauts-de-France.

## Histoire
Les seigneurs de la Tournelle ont compté Foucaucourt dans leurs dépendances.
En octobre 1914, durant la Première Guerre mondiale, la commune subit une terrible bataille. Elle se trouve dans la zone des combats de la bataille de la Somme.
La commune est décorée de la Croix de guerre 1914-1918 le 27 octobre 1920. Elle a également été décorée de la Croix de guerre 1939-1945 le 11 novembre 1948.

## Politique et administration

### Rattachements administratifs et électoraux
La commune se trouve dans l'arrondissement de Péronne du département de la Somme. Pour l'élection des députés, elle fait partie depuis 1958 de la cinquième circonscription de la Somme.
Elle faisait partie depuis 1801 du canton de Chaulnes. Dans le cadre du redécoupage cantonal de 2014 en France, la commune est intégrée au canton de Ham.

### Intercommunalité
La commune était adhérente de la communauté de communes de Haute-Picardie créée en 1994 sous le nom de communauté de communes de Chaulnes et environs, et qui a pris sa dénomination de communauté de communes de Haute-Picardie en 1999.
Dans le cadre des dispositions de la loi portant nouvelle organisation territoriale de la République du 7 août 2015, qui prévoit que les établissements publics de coopération intercommunale (EPCI) à fiscalité propre doivent avoir un minimum de 15 000 habitants, la préfète de la Somme propose en octobre 2015 un projet de nouveau schéma départemental de coopération intercommunale (SDCI) qui prévoit la réduction de 28 à 16 du nombre des intercommunalités à fiscalité propre du département.
Le projet préfectoral prévoit la « fusion des communautés de communes de Haute Picardie et du Santerre », le nouvel ensemble de 17 954 habitants regroupant 46 communes,,. À la suite de l'avis favorable de la commission départementale de coopération intercommunale en janvier 2016, la préfecture sollicite l'avis formel des conseils municipaux et communautaires concernés en vue de la mise en œuvre de la fusion le 1er janvier 2017.
Cette procédure aboutit à la création au 1er janvier 2017 de la communauté de communes Terre de Picardie, dont la commune est désormais membre.

### Liste des maires
| Période                                  | Période  | Identité            | Étiquette | Qualité                        |
| ---------------------------------------- | -------- | ------------------- | --------- | ------------------------------ |
| Les données manquantes sont à compléter. |          |                     |           |                                |
| mars 2001                                | 2008     | Jacky Bourlon       |           |                                |
| mars 2008                                | 2024     | Christian Delaforge |           | Ancien agriculteur. Démission. |
| 2024                                     | En cours | Fabien Rubin        |           | Employé de commerce            |

## Population et société

### Démographie
L'évolution du nombre d'habitants est connue à travers les recensements de la population effectués dans la commune depuis 1793. Pour les communes de moins de 10 000 habitants, une enquête de recensement portant sur toute la population est réalisée tous les cinq ans, les populations de référence des années intermédiaires étant quant à elles estimées par interpolation ou extrapolation. Pour la commune, le premier recensement exhaustif entrant dans le cadre du nouveau dispositif a été réalisé en 2004.

En 2022, la commune comptait 233 habitants, en évolution de −16,79 % par rapport à 2016 (Somme : −1,26 %, France hors Mayotte : +2,11 %).
| 1793 | 1800 | 1806 | 1821 | 1831 | 1836 | 1841 | 1846 | 1851 |
| ---- | ---- | ---- | ---- | ---- | ---- | ---- | ---- | ---- |
| 660  | 471  | 664  | 643  | 668  | 627  | 616  | 648  | 631  |

| 1856 | 1861 | 1866 | 1872 | 1876 | 1881 | 1886 | 1891 | 1896 |
| ---- | ---- | ---- | ---- | ---- | ---- | ---- | ---- | ---- |
| 636  | 615  | 575  | 568  | 539  | 524  | 512  | 496  | 505  |

| 1901 | 1906 | 1911 | 1921 | 1926 | 1931 | 1936 | 1946 | 1954 |
| ---- | ---- | ---- | ---- | ---- | ---- | ---- | ---- | ---- |
| 480  | 456  | 412  | 218  | 260  | 254  | 292  | 244  | 256  |

| 1962 | 1968 | 1975 | 1982 | 1990 | 1999 | 2004 | 2006 | 2009 |
| ---- | ---- | ---- | ---- | ---- | ---- | ---- | ---- | ---- |
| 268  | 277  | 261  | 234  | 252  | 223  | 232  | 250  | 280  |

| 2014 | 2019 | 2022 | - | - | - | - | - | - |
| ---- | ---- | ---- | - | - | - | - | - | - |
| 282  | 244  | 233  | - | - | - | - | - | - |

### Enseignement
Les enfants de la commune et ceux de Dompierre-Becquincourt, Fontaine-les-Cappy et Chuignes sont scolarisés au sein d'un regroupement pédagogique concentré (RPC) de 6 classes en 2016, géré par l'intercommunalité et situé à Dompierre-Becquincourt.

## Culture locale et patrimoine

### Lieux et monuments
- L'église Saint-Quentin, reconstruite après la Première Guerre mondiale[35].
- Le  monument aux morts.

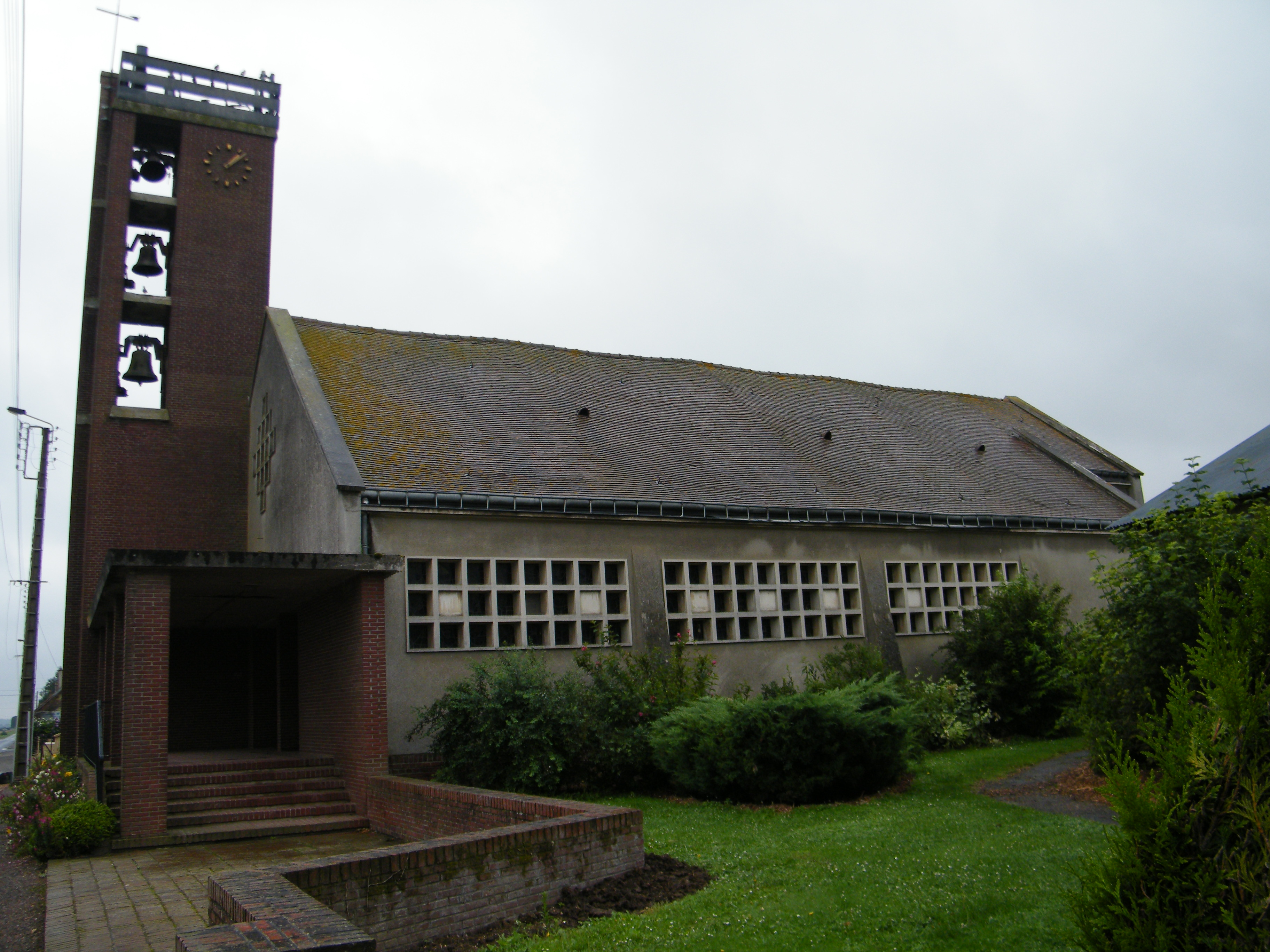
L'église Saint-Quentin.
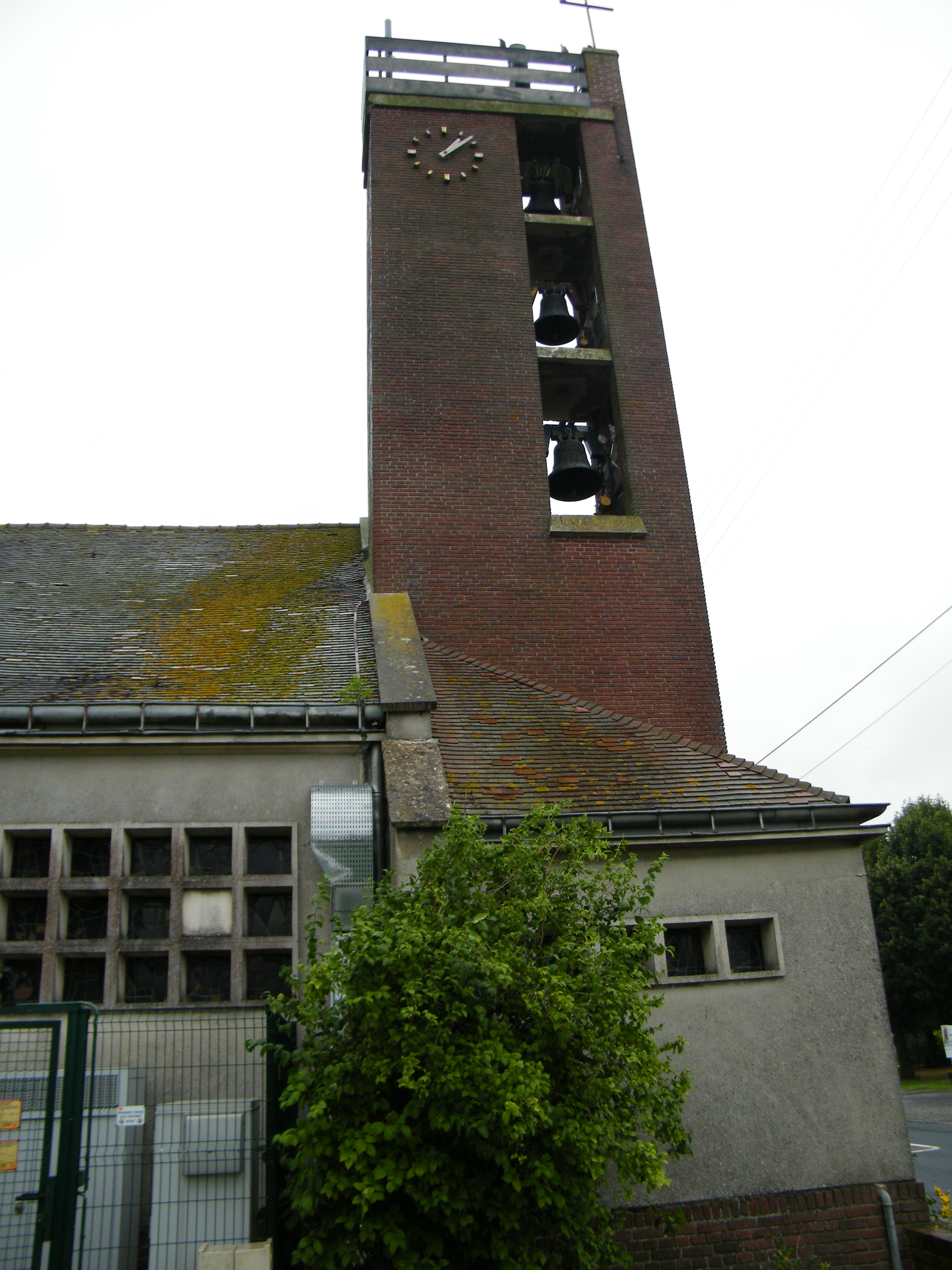
Le clocher-mur de l'église.
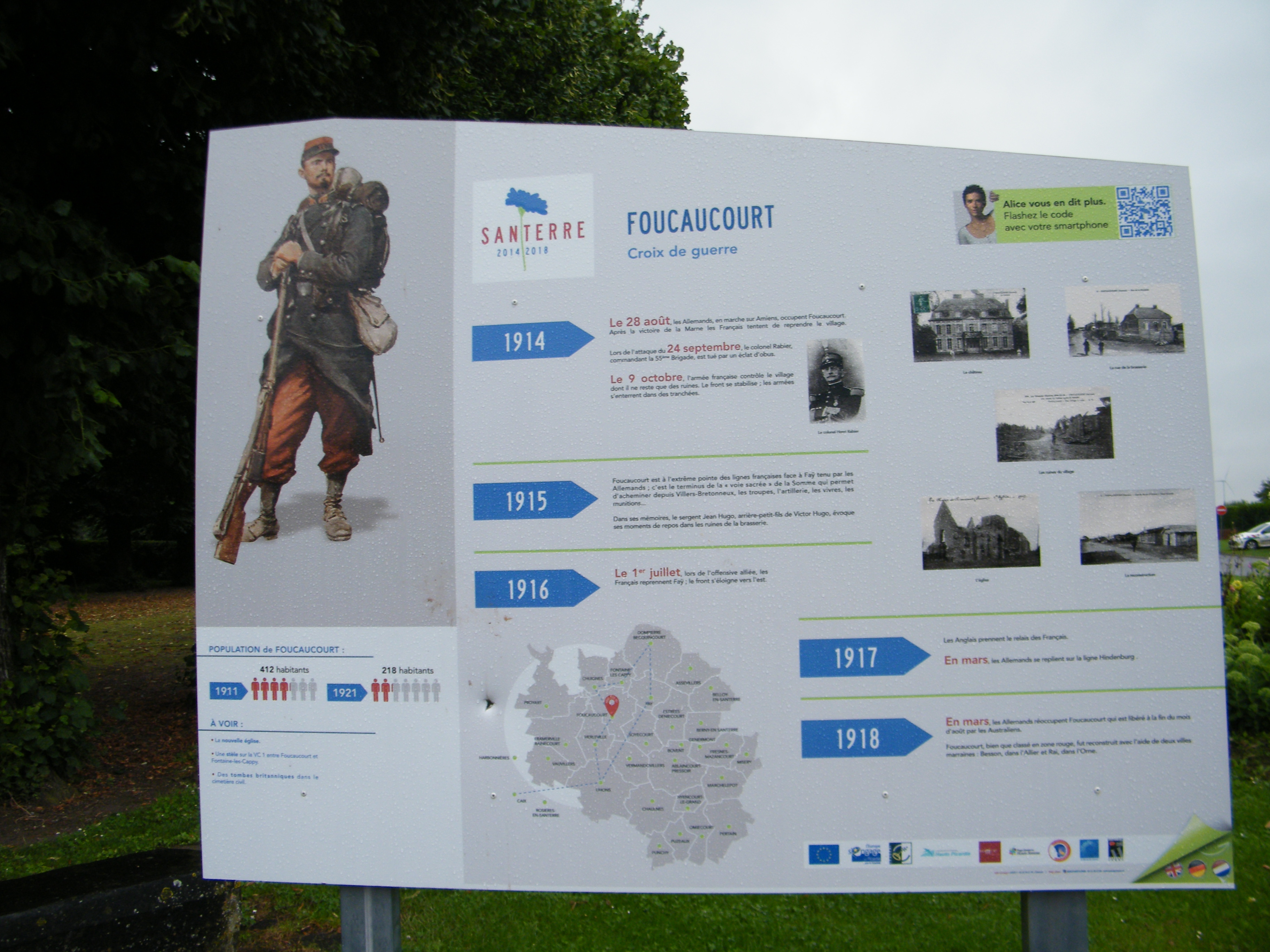
Histoire locale.
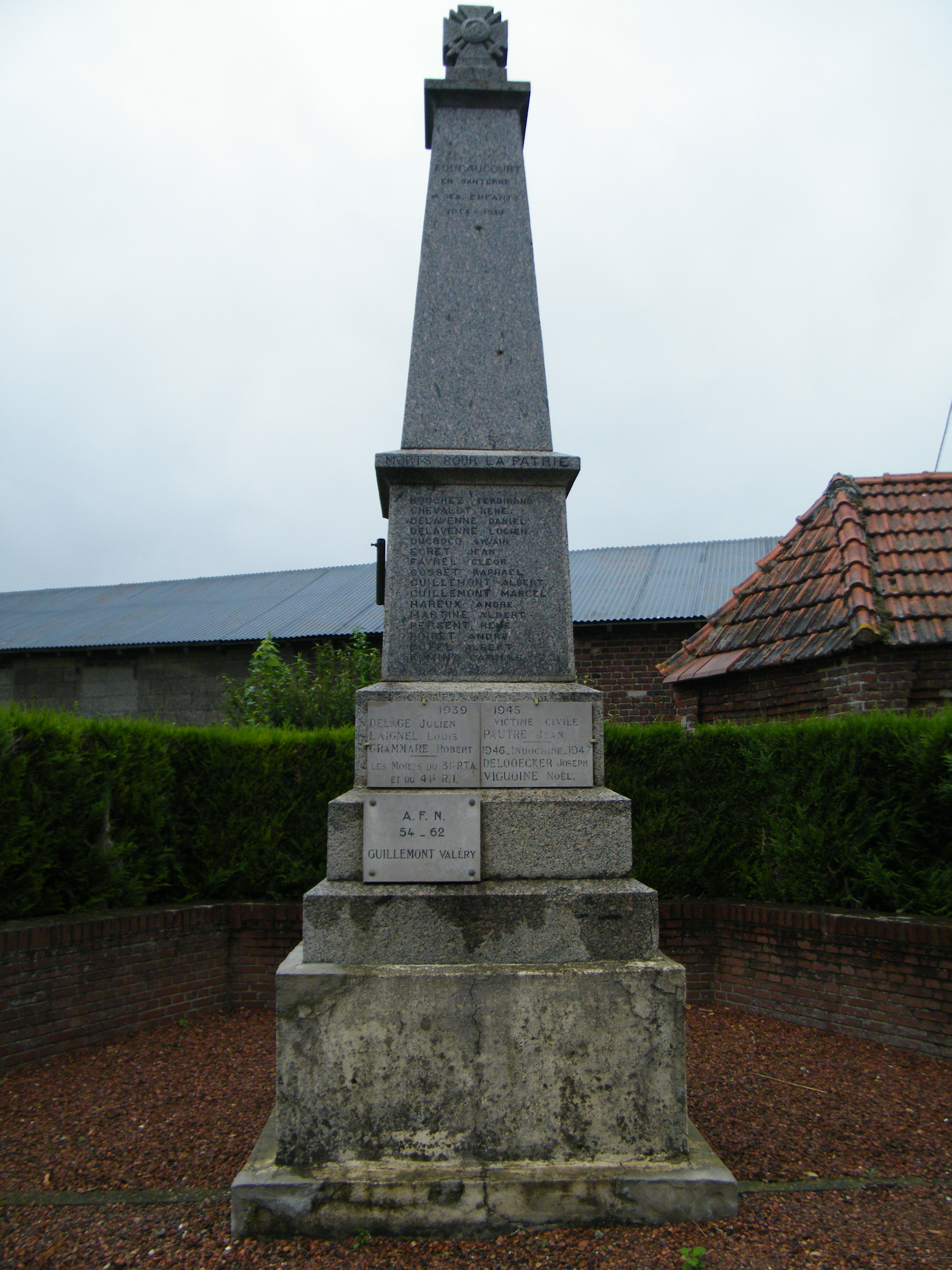
Monument aux morts.
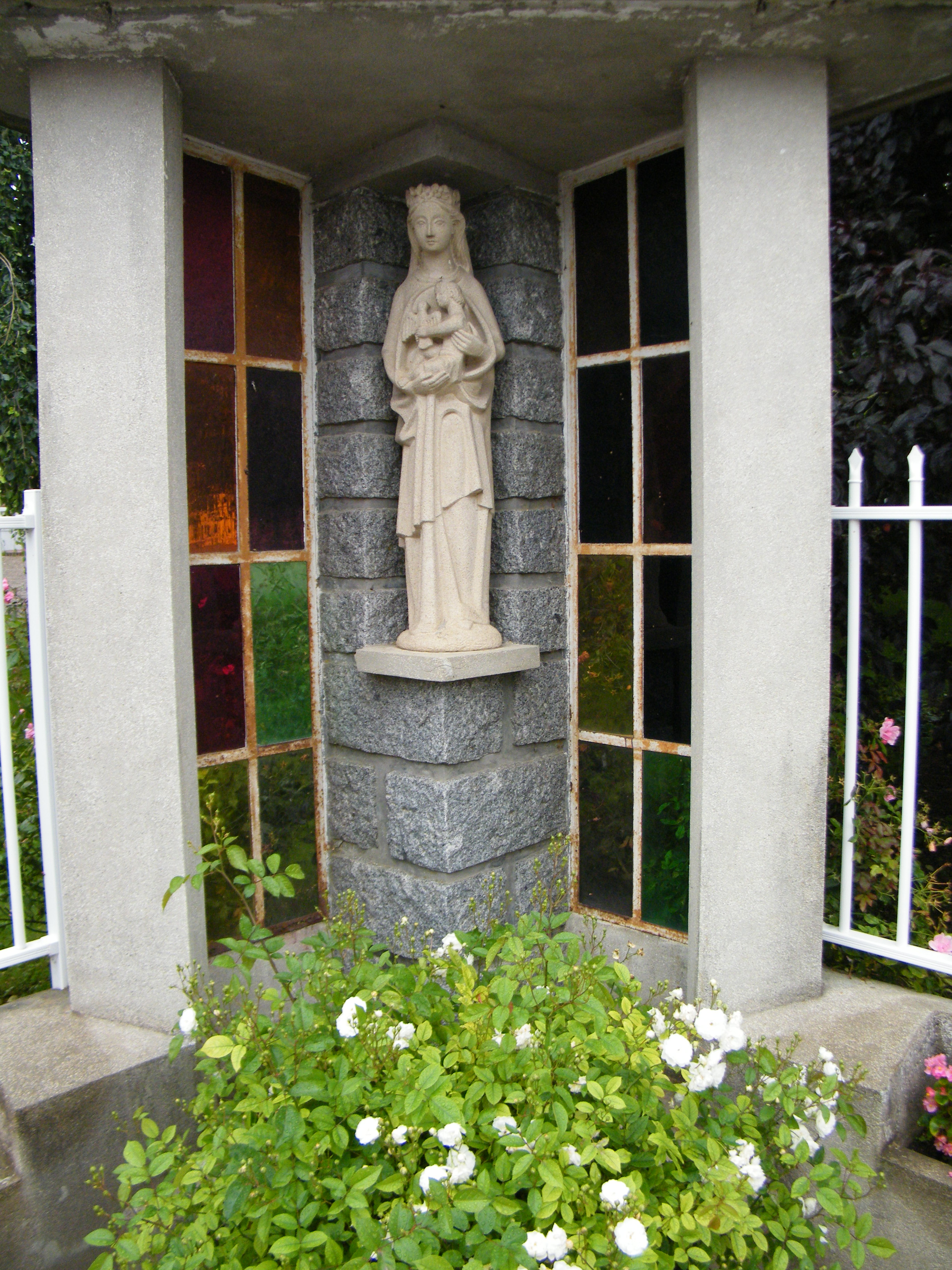
Oratoire.